# Hyporhagus reichardti
Hyporhagus reichardti is een keversoort uit de familie somberkevers (Zopheridae). De wetenschappelijke naam van de soort werd in 1976 gepubliceerd door Heinz Freude.